# Wikipedia tiếng Basque
Wikipedia tiếng Basque (tiếng Basque: Euskarazko Wikipedia hay Euskal Wikipediatrong tiếng Basque) là phiên bản tiếng Basque của Wikipedia. Được khởi tạo vào ngày 6 tháng 12 năm 2001 dù Trang Chính tới tháng 11 năm 2003 mới được tạo, nó đã đạt tới 58.124 bài viết vào ngày 19 tháng 8 năm 2010, trở thành Wikipedia lớn nhất thứ 45. Tính đến tháng 7 năm 2025, nó có 301 thành viên đóng góp tích cực, trong số đó có 12 thành viên là bảo quản viên, và có khoảng 468.000 bài viết.